# 法拉利250

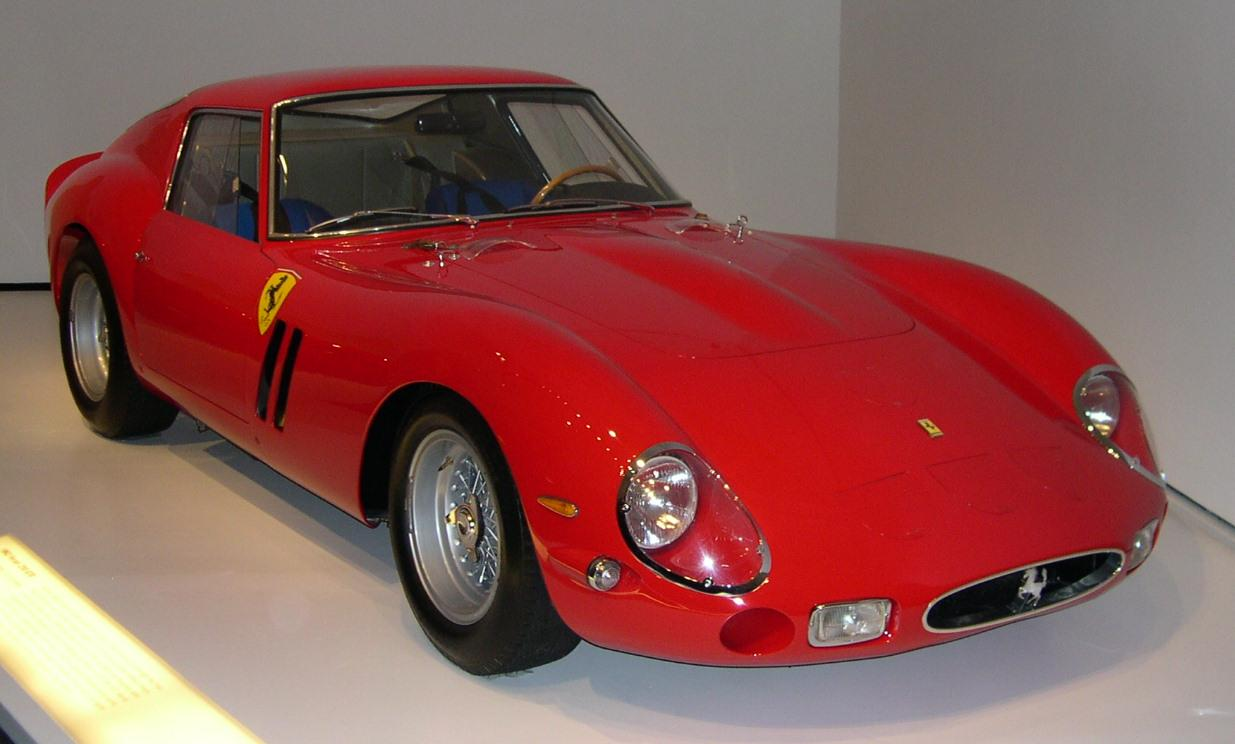
250 GTO

法拉利250是法拉利車廠於1952至於1964年間所生產的一系列跑車及豪華旅行車。250系列包含了多個不同的設計，當中最為經典的莫過於250GTO，為收藏家趨之若鶩的車款，一輛250GTO曾經於2018年拍賣會錄得7千萬美元的成交價，成為當時世上最貴的汽車。

## 外部連結
- Steve McQueen's Ferrari Races Into Christie's （页面存档备份，存于）
- Ferrari 250 Europa: Ferrari History （页面存档备份，存于）
- Ferrari 250 GT Cabriolet: Ferrari History （页面存档备份，存于）